# Liga Premier de Armenia 2005
La Liga Premier de Armenia 2005 fue la decimocuarta edición desde su creación. Comenzó el 12 de abril y terminó el 6 de noviembre.
El campeón fue el Pyunik, que logró el pentacampeonato de forma consecutiva. El Lernayin Artsakh se retiró después de 11 partidos, por lo que descendió automáticamente. El Shirak mantuvo la categoría al derrotar al 
Gandzasar en el play-off.

## Ascensos y descensos
Debido al cambio de formato no hubo descenso en la Liga Premier de Armenia 2004. El Lernayin Artsakh se sumó a los equipos restantes, al campeonar en Primera Liga de Armenia. 
| Pos.    | Descendido de la Liga Premier de Armenia 2004 |
| ------- | --------------------------------------------- |
| No hubo |                                               |

| Pos. | Ascendido de la Primera Liga de Armenia 2004 |
| ---- | -------------------------------------------- |
| 2.º  | Lernayin Artsakh                             |

## Cambio de formato
Esta temporada se aumentó el número de equipos a 9 y se jugará en dos fases:
- En la primera se jugará un torneo round robin entre los 9 equipos.
- En la segunda:
  - Los 6 primeros equipos de la primera fase jugarán en la Ronda por el campeonato, donde pelearán por el título y por participar en las copas europeas.
  - Los 3 últimos lugares jugarán en la Ronda por la permanencia, donde el penúltimo jugará un play-off ida y vuelta contra el segundo de la Primera Liga de Armenia, mientras que el último descenderá automáticamente.

## Equipos
El Kotayk cambió su nombre a Esteghlal Kotayk Abovyan.
| Club              | Ciudad  | Estadio                | Capacidad |
| ----------------- | ------- | ---------------------- | --------- |
| Banants           | Ereván  | Estadio Nairi          | 6.850     |
| Dinamo-Zenit      | Ereván  | Estadio Republicano    | 14.968    |
| Esteghlal Kotayk  | Abovyan | Kotayk Stadium         | 5.500     |
| Kilikia           | Ereván  | Estadio Hrazdan        | 55.000    |
| Lernagorts-Ararat | Kapan   | Estadio Gandzasar      | 3.500     |
| Lernayin Artsakh  | Ereván  | Estadio Hrazdan        | 55.000    |
| Mika              | Ereván  | Kasakhi Marzik Stadium | 3.500     |
| Pyunik            | Ereván  | Estadio Republicano    | 14.968    |
| Shirak            | Gyumri  | Gyumri City Stadium    | 2.844     |

## Tabla de posiciones
| Pos. | Equipo               | Pts. | PJ | G  | E | P  | GF | GC | Dif. | Clasificación            |
| ---- | -------------------- | ---- | -- | -- | - | -- | -- | -- | ---- | ------------------------ |
| 1    | Pyunik               | 38   | 16 | 11 | 5 | 0  | 32 | 6  | +26  | Ronda por el campeonato  |
| 2    | Mika                 | 35   | 16 | 10 | 5 | 1  | 27 | 11 | +16  | Ronda por el campeonato  |
| 3    | Banants              | 34   | 16 | 10 | 4 | 2  | 32 | 17 | +15  | Ronda por el campeonato  |
| 4    | Esteghlal Kotayk     | 28   | 16 | 7  | 7 | 2  | 28 | 15 | +13  | Ronda por el campeonato  |
| 5    | Kilikia              | 21   | 16 | 6  | 3 | 7  | 29 | 25 | +4   | Ronda por el campeonato  |
| 6    | Dinamo-Zenit         | 15   | 16 | 4  | 3 | 9  | 20 | 26 | −6   | Ronda por el campeonato  |
| 7    | Shirak               | 11   | 16 | 3  | 2 | 11 | 18 | 34 | −16  | Ronda por la permanencia |
| 8    | Lernagorts-Ararat    | 10   | 16 | 3  | 1 | 12 | 9  | 38 | −29  | Ronda por la permanencia |
| 9    | Lernayin Artsakh (D) | 9    | 16 | 3  | 0 | 13 | 14 | 37 | −23  | Retirado                 |

Actualizado a los partidos jugados el 3 de agosto de 2005.
 Fuente: Soccerway
Notas:
1. ↑  Se retiró después de 11 partidos y descendió automáticamente. Sus partidos restantes fueron dados como derrotas por 0-3.

## Ronda por el campeonato
En esta etapa solo se consideran los resultados obtenidos, en la primera fase, entre los clasificados; por lo que los equipos comenzaron la ronda de campeonato con los siguientes puntajes:
| Pos. | Equipo           | Pts. | PJ | G | E | P | GF | GC | Dif. |
| ---- | ---------------- | ---- | -- | - | - | - | -- | -- | ---- |
| 1    | Pyunik           | 22   | 10 | 6 | 4 | 0 | 16 | 4  | +12  |
| 2    | Mika             | 17   | 10 | 4 | 5 | 1 | 15 | 9  | +6   |
| 3    | Banants          | 16   | 10 | 4 | 4 | 2 | 14 | 13 | +1   |
| 4    | Esteghlal Kotayk | 12   | 10 | 2 | 6 | 2 | 12 | 11 | +1   |
| 5    | Kilikia          | 6    | 10 | 1 | 3 | 6 | 10 | 20 | −10  |
| 6    | Dinamo-Zenit     | 5    | 10 | 1 | 2 | 7 | 8  | 18 | −10  |

 Fuente: completo

### Clasificación final
| Pos. | Equipo           | Pts. | PJ | G  | E | P  | GF | GC | Dif. | Clasificación 2006–07                 |
| ---- | ---------------- | ---- | -- | -- | - | -- | -- | -- | ---- | ------------------------------------- |
| 1    | Pyunik (C)       | 39   | 20 | 11 | 6 | 3  | 35 | 15 | +20  | Primera ronda de la Liga de Campeones |
| 2    | Mika             | 35   | 20 | 9  | 8 | 3  | 30 | 16 | +14  | Primera ronda de Copa de la UEFA      |
| 3    | Banants          | 33   | 20 | 9  | 6 | 5  | 31 | 27 | +4   | Primera ronda de Copa de la UEFA      |
| 4    | Esteghlal Kotayk | 31   | 20 | 8  | 7 | 5  | 22 | 19 | +3   |                                       |
| 5    | Kilikia          | 17   | 20 | 4  | 5 | 11 | 20 | 32 | −12  | Primera ronda de la Copa Intertoto    |
| 6    | Dinamo-Zenit     | 8    | 20 | 2  | 2 | 16 | 12 | 41 | −29  |                                       |

Actualizado a los partidos jugados el 5 de noviembre de 2005.
 Fuente: Soccerway

#### Resultados
| Local \ Visitante | BAN | DIN | EST | KIL | MIK | PYU |
| ----------------- | --- | --- | --- | --- | --- | --- |
| Banants           | —   | 1–0 | 1–3 | 1–2 | 2–1 | 2–1 |
| Dinamo-Zenit      | 1–4 | —   | 0–2 | 0–2 | 0–3 | 0–1 |
| Esteghlal Kotayk  | 0–0 | 1–0 | —   | 2–0 | 0–2 | 2–1 |
| Kilikia           | 0–1 | 3–1 | 0–1 | —   | 0–0 | 1–4 |
| Mika              | 4–1 | 1–2 | 1–0 | 0–0 | —   | 1–2 |
| Pyunik            | 2–2 | 5–0 | 0–1 | 2–1 | 1–1 | —   |

## Ronda por la permanencia
Los equipos mantuvieron los resultados obtenidos en la primera fase. Al retirarse el Lernayin Artsakh, descendió automáticamente, por lo que los dos equipos restantes definirán al que jugará el play-off.

### Tabla de posiciones
| Pos. | Equipo               | Pts. | PJ | G | E | P  | GF | GC | Dif. | Clasificación           |
| ---- | -------------------- | ---- | -- | - | - | -- | -- | -- | ---- | ----------------------- |
| 1    | Lernagorts-Ararat    | 14   | 18 | 4 | 2 | 12 | 11 | 39 | −28  |                         |
| 2    | Shirak (O)           | 12   | 18 | 3 | 3 | 12 | 19 | 36 | −17  | Play-off de permanencia |
| 3    | Lernayin Artsakh (D) | 9    | 16 | 3 | 0 | 13 | 14 | 37 | −23  | Retirado                |

Actualizado a los partidos jugados el 14 de septiembre de 2005.
 Fuente: Soccerway

### Resultados
| Local \ Visitante | LER | SHI |
| ----------------- | --- | --- |
| Lernagorts-Ararat | —   | 1–0 |
| Shirak            | 1–1 | —   |

## Play-off por la permanencia
El Shirak, al terminar en el penúltimo lugar de la liga disputó el play-off (en cancha neutral) por la permanencia contra el Gandzasar, subcampeón de la Primera Liga de Armenia.
| Equipo 1 | Resultado | Equipo 2  |
| -------- | --------- | --------- |
| Shirak   | 5–1       | Gandzasar |

El Shirak permanece en Liga Premier.  